# Сунь Лян
Сунь Лян (спрощ.: 孙亮; кит. трад.: 孫亮; піньїнь: Sūn Liàng; 243-260) — другий китайський правитель з династії У періоду Саньґо.

## Життєпис
Був мололодшим сином засновника династії Сунь Цюаня. Народився, коли його батькові вже виповнилось 61 рік. Першим спадкоємцем Сунь Цюаня був його син Сунь Ден, від першої дружини панни Сюй. 240 року Сунь Ден помер. Сунь Цюань призначив спадкоємцем престолу свого другого сина Сунь Хе. Останній мав відкриту неприязнь до княжни Цзінь, і та, бажаючи помститись, звела на нього наклеп. Розгнівавшись, Сунь Цюань позбавив сина спадку. Від горя й образи Сунь Хе захворів та незабаром помер. Тоді Сунь Цюань оголосив спадкоємцем свого третього сина, Сунь Ляна, народженого від панни Пань.

### Регентство Чжуге Ке
Ще до своєї смерті Сунь Цюань обрав регентом для свого сина Чжуге Ке, який зарекомендував себе у війнах проти байюе. Після смерті Сунь Цюаня Сима Ші — регент Династії Вей — здійснив три напади на східний кордон У, втім війська Чжуге Ке зуміли їх відбити, завдавши противнику значних втрат, і репутація Чжуге Ке зросла ще більше. Після цього Чжуге Ке вирішив у взаємодії з царством Шу завдати власного удару династії Вей, але припустився великої помилки, змінивши мету атаки, і замість заздалегідь наміченого Шоучуня атакував добре укріплений Хефей. Війська У зазнали втрат під час важкої облоги, й були змушені відступати, коли до Хефея підійшло підкріплення.
Після повернення до столиці Чжуге Ке почав придушення заворушень і, незважаючи на важкі втрати, готувати новий напад на царство Вей. Сунь Цзюнь — правнук Сунь Цзіна (дядько Сунь Цюаня) — організував змову, вбив Чжуге Ке й вирізав увесь клан Чжуге.

### Регентство Сунь Цзюня
Формально Сунь Цзюнь розділив владу в країні з головним міністром, але фактично, контролюючи армію, став одноосібним правителем. Звинувативши колишнього спадкоємця престолу Сунь Хе в зв'язках з Чжуге Ке, він змусив його покінчити життя самогубством. 254 року Сунь Ін (син Сунь Дена) організував змову проти Сунь Цзюня, втім її було розкрито, а Сунь Іна — страчено. 255 року в Шоучуні Вейські війська підбурили повстання, й Сунь Цзюнь рушив їм на допомогу, але Сима Ші швидко покінчив із бунтівниками. Пізніше було розкрито ще одну змову проти Сунь Цзюня, і знову було страчено низку вищих чиновників та аристократів, включаючи Сунь Сяоху (донька Сунь Цюаня). 256 року Сунь Цзюнь знову планував напасти на Вей, але захворів, і призначив замість себе регентом свого двоюрідного брата Сунь Ченя, а сам невдовзі помер.

### Нетривале правління
Генерал Люй Цзюнь, який очолював основне військове угрупування, що було спрямоване проти царства Вей, обурився тим, як Сунь Цзюнь самовільно призначив регентом Сунь Ченя, який ніяк до цього себе не проявив, і закликав Тен Іна стати регентом. Останній погодився взаємодіяти з Люй Цзюєм, і Сунь Ченю довелось придушувати їхній заколот військовою силою. Тен Ін і весь його клан були вирізані; Люй Цзюй покінчив життя самогубством.
257 року Сунь Лян, якому виповнилося 14 років, почав самостійно займатися деякими важливими державними справами. Він створив особистий корпус охорони, який складався з близьких до нього за віком молодих солдатів і офіцерів; також він оскаржив деякі з рішень Сунь Ченя. Пізніше, того ж року, Вейський генерал Чжуге Дань підбурив повстання проти Вейського регента Сима Чжао, і попрохав про допомогу у Східного У, але некомпетентні дії Сунь Ченя призвели до того, що те повстання було придушене Вейськими військами.

## Усунення від влади та смерть
Знаючи, що народ і молодий імператор незадоволені ним, Сунь Чень вирішив не повертатись до столиці. Сунь Лян організував змову з метою позбутися регента, але Сунь Чень, довідавшись про таке, оточив палац своїми військами, і змусив чиновників позбавити Сунь Ляна трону. Народу оголосили, що в імператора виявились проблеми з психікою. На трон був зведений старший брат Сунь Ляна — Сунь Сю, а Сунь Лян отримав титул куайцзу-вана.
Сунь Сю незабаром заарештував і стратив Сунь Ченя, але наявність поваленого імператора завжди створювало небезпеку виникнення змови з метою повернення його до влади. Тому 260 року Сунь Сю понизив Сунь Ляна в титулі до Хоугуаньского хоу, й відправив його жити до провінції Фуцзянь. Дорогою Сунь Лян помер — за однією з версій він наклав на себе руки, за іншою — був отруєний.

## Гробниця
2010 року в місті Ежоу, провінції Хубей, виявили великі куполоподібні цегли укріплених могил, що вважаються могилою Сунь Ляна.

## Девізи правління
- Цзяньсін (建興) 252-253
- Уфен (五鳳) 254-256
- Тайпін (太平) 256-258